# Московский институт прикладного и декоративного искусства
Московский институт прикладного и декоративного искусства (МИПИДИ́) — художественное высшее учебное заведение, существовавшее в Москве в 1939—1952 годах.

## История
Во 2-й половине 1930-х годов в СССР стал остро ощущаться недостаток художников со специальным образованием, хорошо знакомых со спецификой отдельных отраслей художественной промышленности (керамической, стекольной, металлообрабатывающей и других). Поэтому решением правительства в 1939 году в Москве было образовано Центральное художественно-промышленное училище (ЦХПУ). Училище размещалось в изогородке «Всекохудожника» в здании, построенном по проекту архитектора Г. П. Гольца (ныне Балтийская ул., 14).
Изначально в училище было 3 отделения: керамики (бытовой фарфор и фаянс, керамика как элемент архитектуры), художественной обработки металлов (чеканка, ювелирные работы) и декоративной скульптуры (лепной орнамент, парковая скульптура и т. д.). Действовало подготовительное отделение, где обучалось около 150 человек. По данным 1940 года училище готовило художников по четырём специальностям: художественная керамика, художественная обработка стекла, художественная обработка металла, декоративная скульптура.
Во время Великой Отечественной войны, с апреля 1942 по февраль 1944 года, ЦХПУ находилось в эвакуации в Самарканде. В этот период его директором являлся художник Александр Павлович Барышников. После возвращения в Москву училище было реорганизовано в Московский институт прикладного и декоративного искусства (МИПИДИ), а Барышников остался исполняющим обязанности директора.
Когда в 1945 году воссоздавалось Московское высшее художественно-промышленное училище (бывшее Строгановское), чтобы избежать дублирования профиля, МИПИДИ было решено оставить для подготовки художников по изделиям бытового назначения. Когда С. В. Кафтанов спросил А. П. Барышникова «А не будет-ли Александру Павловичу обидно готовить специалистов такого профиля?» тот ответил: «А почему обидно! Изделия личного потребления — это большая область промышленного искусства, которая не охватывает нужды архитектуры и строительства, это разные вещи, и мы не будем дублировать работу».
В 1945 году директором института стал художник Александр Александрович Дейнека. В 1948 году Комитет по делам искусств при Совете министров СССР отстранил его с поста директора как «отстаивающего в творческой работе и педагогической практике формалистические тенденции». Новым директором был назначен скульптор Сергей Семёнович Алёшин, стоявший на реалистических позициях.
В институте имелись пять факультетов: декоративной и монументальной живописи, художественной керамики, художественной обработки металлов, художественной обработки стекла и пластических масс, декоративной и монументальной скульптуры. Имелись специальные лаборатории, печи для обжига, формовочные мастерские. Обучение в институте длилось 5 лет, 6-й год — диплом. Действовал музей института. Периодически проводились выставки дипломных работ студентов. Два верхних этажа здания МИПИДИ были отданы Суриковскому институту. На пятом этаже находилась живописная мастерская С. В. Герасимова и П. Д. Покаржевского.
В ходе кампании по борьбе с формализмом институт был расформирован постановлением Совета Министров № 3329 от 19 июля 1952 года. Он вошёл в состав Ленинградского высшего художественно-промышленного училища (ЛВХПУ). Ряд студентов и преподавателей МИПИДИ остались в Москве и перешли в Московское высшее художественно-промышленное училище (бывшее Строгановское).

## Директора
- Барышников, Александр Павлович (1939—1945)
- Дейнека, Александр Александрович (1945—1948)
- Алёшин, Сергей Семёнович (1948—1952)